# Frédéric Duvernoy
Pour les articles homonymes, voir Duvernoy.
Frédéric Nicolas Duvernoy, né le 16 octobre 1765 à Montbéliard et mort le 29 juillet 1838 à Paris, est un corniste, compositeur et pédagogue français.

## Biographie
Autodidacte, Frédéric Duvernoy arrive à Paris à la veille de la Révolution française, en 1788, et devient corniste à l'Orchestre de la Comédie italienne. En 1790 il est membre de l’orchestre de la Garde nationale. En 1797 il devient membre de l'orchestre de l'Opéra de Paris dont il est cor solo en 1799. En 1801 il est libéré de ces obligations à l'égard de l'orchestre pour se consacrer à son travail de soliste. Il deviendra membre de la Chapelle de l'empereur Napoléon Ier où il côtoiera notamment, outre son frère Charles (clarinette), les frères Rodolphe et Auguste Kreutzer (violon), Thomas Delcambre (basson) et Dalvimare (harpe).
Ses talents de corniste lui valurent rapidement une renommée européenne.
Professeur au Conservatoire de Paris dès sa création en 1795, il est l'auteur, en 1802, d'une Méthode pour le cor, laquelle est encore utilisée de nos jours. Il a formé nombre d'excellents élèves parmi lesquels Pierre-Joseph Meifred.
Comme compositeur, il est principalement l'auteur de pièces pour son instrument, concerti pour cor et orchestre, études, symphonie concertante et de pièces de musique de chambre.
Il est nommé chevalier dans l'ordre de la Légion d'honneur en 1814.
Il est inhumé au cimetière de Montmartre (division 32).

## Œuvres musicales
- Concerto n° 1 pour cor et orchestre (1795, dédié à Rouget de Lisle)
- Concerto n° 2 pour cor et orchestre (1796), laquelle
- Concerto n° 3 pour cor et orchestre
- Concerto n° 4 pour cor et orchestre
- Concerto n° 5 pour cor et orchestre, en fa majeur (en collaboration avec François Devienne)
- Concerto n° 6 pour cor et orchestre
- Concerto n° 7 pour cor et orchestre
- Concerto n° 8 pour cor et orchestre
- Concerto n° 9 pour cor et orchestre
- Concerto n° 10 pour cor et orchestre
- Concerto n° 11 pour cor et orchestre
- Concerto n° 12 pour cor et orchestre
- Trio pour cor, violon et piano n° 1, en ut mineur
- Trio pour cor, violon et piano n° 2
- Trio pour cor, violon et piano n° 3
- Nocturne n° 1 pour cor et piano
- Nocturne n° 2 pour cor et piano
- Nocturne n° 3 pour cor et piano
- Nocturne pour cor et harpe n° 1 (dédié à Madame Henriette Carvallo)
- Nocturne pour cor et harpe n° 2 en mi bémol majeur (dédié à Madame Henriette Carvallo)
- Nocturne pour cor et harpe n° 3 (dédié à Madame Henriette Carvallo)
- Divertissement pour piano et cor n° 1 (vers 1820)
- Divertissement pour piano et cor n° 2 (vers 1820)
- Divertissement pour piano et cor n° 3 (vers 1820)
- Quatuor pour cor, violon, alto et violoncelle n° 1
- Quatuor pour cor, violon, alto et violoncelle n° 2
- Quintette pour cor, deux violons, alto et basse n° 1
- Quintette pour cor, deux violons, alto et basse n° 2
- Quintette pour cor, deux violons, alto et basse n° 3
- Pas de manœuvre pour orchestre d'harmonie n° 1 (vers 1794)
- Pas de manœuvre pour orchestre d'harmonie n° 2
- Marche du sacre de Napoléon Ier
- Intermezzo pour flûte, opus 41 n° 2
- Sonate n° 1 pour cor et violoncelle
- Sonate n° 2 pour cor et violoncelle, en fa majeur
- Études faciles pour piano et orchestre, opus 176
- Symphonie concertante pour cor, harpe et orchestre en collaboration avec Dalvimare (dédiée à Madame Tallien)
- 20 duos pour deux cors, opus 3
- 4 trios pour trois cors
- Concertino pour flûte et piano
- Sérénade pour piano et cor (ou flûte et violon) n° 1
- Sérénade pour piano et cor (ou flûte et violon) n° 2 (inspirée par un voyage en Suisse et dédiée à Madame Amélie de Champlouis)
- Sérénade pour piano et cor (ou flûte et violon) n° 3 (dédiée à Madame Amélie de Champlouis)
- Douze fantaisies pour cor et piano (ou orgue) :
  - Fantaisie pour cor et piano n°  1
  - Fantaisie pour cor et piano n°  2 (dédiée à Madame La Maréchale Moreau)
  - Fantaisie pour cor et piano n°  3
  - Fantaisie pour cor et piano n°  4
  - Fantaisie pour cor et piano n°  5
  - Fantaisie pour cor et piano n°  6 "Réveil de Jean-Jacques Rousseau" (dédiée à Madame La Maréchale Moreau)
  - Fantaisie pour cor et piano n°  7 "O Pescator dell` Onda"
  - Fantaisie pour cor et piano n°  8 "Barcarolle vénitienne" (dédiée à son ami Louis-Joseph Costes)
  - Fantaisie pour cor et piano n°  9
  - Fantaisie pour cor et piano n° 10
  - Fantaisie pour cor et piano n° 11
  - Fantaisie pour cor et piano n° 12
- Divertissement pour cor et piano n° 1
- Divertissement pour cor et piano n° 2
- Divertissement pour cor et piano n° 3
- Divertissement pour cor et piano n° 4 (Pièce obligatoire pour le Concours international de cor à Paris, en 2008)
- Trois sérénades pour piano et cor
- Duo pour cor et piano, publié dans le Manuel anacréontique des Francs Maçons (Editions des Frères Gaveau)
- Trois trios concertants (Mes Adieux) :
  - Trio  pour piano, cor et violon (ou flûte) n° 1
  - Trio  pour piano, cor et violon n° 2
  - Trio  pour piano, cor et violon (ou flûte) n° 3

En collaboration avec François-Joseph Naderman
- Trois nocturnes pour harpe et cor, dédiés à l'Impératrice et Reine Marie-Louise, Archiduchesse d'Autriche

## Œuvre pédagogiques
- Méthode pour le cor 1802
- Leçons manuscrites de solfège, volume 1
- Leçons manuscrites de solfège, volume 2

## Discographie
- Great Horn Players in Historic Recordings - Duvernoy et Mozart, concertos pour cor et orchestre - Georges Barboteu

## Sources
- François-Joseph Fétis, Biographie universelle des musiciens
- Theodore Baker,  A biographical dictionary of musicians, 1900